# The Midnight Cabaret
Pour plus de détails, voir Fiche technique et Distribution.
The Midnight Cabaret est un film muet américain réalisé par Larry Semon, sorti en 1923, dans lequel Oliver Hardy est l'un des interprètes.

## Fiche technique
- Titre : The Midnight Cabaret
- Réalisation : Larry Semon
- Scénario :  Larry Semon
- Producteur : Larry Semon
- Société de production : Vitagraph Company of America
- Société de distribution : Vitagraph Company of America
- Pays d'origine :  États-Unis
- Langue : film muet avec les intertitres en anglais
- Métrage : 600 m
- Format : Noir et blanc — 35 mm — 1,33:1 — Muet
- Genre : Comédie
- Durée : 20 minutes
- Dates de sortie :
  - États-Unis : mai 1923
  - Allemagne : 13 juillet 1924

## Distribution
- Larry Semon : Larry, un serveur
- Kathleen Myers : Kathleen, une artiste de cabaret
- Oliver Hardy : Oliver, un prétendant impétueux
- Fred DeSilva
- William Hauber
- Al Thompson
- Joe Rock
- Albert E. Smith : le présentateur